# Armand van der Smissen
Armand van der Smissen (Breda, 30 juni 1968) is een Nederlandse duatleet en atleet. Hij werd Nederlands kampioen duatlon in 2002, 2004, 2005, 2006, 2007, 2008, 2009 en 2010 op de korte afstand. In 2005, 2007 en 2008 op de lange afstand. Ook was hij de snelste Nederlander bij het NK in 2000 in Tubbergen, dat echter vanwege organisatorische problemen op het laatste moment officieus werd.

## Biografie
Van der Smissen studeerde algemene economie (landbouw, internationale economie) aan de Tilburg University. Hij studeerde af bij de latere landbouwminister professor Cees Veerman.
Sinds 1985 doet hij wedstrijdsport. In het jaar 1990 moest hij een zware operatie ondergaan. Hierbij werd bot uit zijn bekken in het scheenbeen getransporteerd. In totaal heeft hij twee jaar niet kunnen lopen. In 1994 liep hij zijn beste looptijden. Daarna heeft hij twee jaar last gehad van blessures. Vanaf 1996 is hij begonnen met duatlons.
In 2004 en twee jaar later werd Van der Smissen Nederlands kampioen duatlon. In 2004 maakte hij ook een zware fietsval waarbij hij een sleutelbeen brak en zes ribben kneusde. In 2005 had hij een topjaar. Wegens achillespeesklachten is hij uiteindelijk in juni 2006 geopereerd. In 2007 wist hij met een scheur in de hamstring toch nog als winnaar van het NK Powerman te finishen. In zijn gehele carrière behaalde Van der Smissen inmiddels meer dan 300 overwinningen in officiële wedstrijden.
Het grootste gedeelte van zijn jeugd woonde Van der Smissen in Roosendaal. Hij werkt momenteel als triathloncoach en zelfstandig adviseur in de sportwereld. Hij is onder andere technisch coördinator duathlon, crosstriathlon en aquathlon bij de Nederlandse Triathlon Bond en looptrainer bij Tilburg University. Daarnaast is hij oprichter en headcoach bij het RTC Triathlon Brabant.
Van der Smissen was jarenlang sportambassadeur van de gemeente Tilburg.

## Titels
- Europees kampioen Powerman - 2005
- Nederlands kampioen duatlon classic distance - 2000 (officieus), 2002, 2004, 2006, 2007, 2008, 2009, 2010
- Nederlands kampioen Powerman - 2005, 2007, 2008
- Nederlands kampioen 3000 m - 1987
- Nederlands indoorkampioen 3000 m (M35) - 2007
- Sportman van het jaar (Gemeente Tilburg) - 2003
- Sportman van het jaar (Gemeente Meaux) - 2003
- Oeuvreprijs Nederlandse Triathlon Bond- 2009

Van der Smissen behaalde ook nog nationale titels bij de studenten en militairen.

## Persoonlijke records
Baan
| Onderdeel | Prestatie | Datum        | Plaats   |
| --------- | --------- | ------------ | -------- |
| 800 m     | 1.55,12   | juni 1987    | Uden     |
| 1500 m    | 3.50,3    | 25 mei 1993  | Breda    |
| 3000 m    | 8.10,4    | 19 mei 1994  | Vught    |
| 5000 m    | 13.52,22  | 9 juli 1994  | Papendal |
| 10.000 m  | 29.19.49  | 15 juli 1994 | Assen    |

Weg
| Onderdeel      | Prestatie | Datum        | Plaats      |
| -------------- | --------- | ------------ | ----------- |
| 15 km          | 45.10     | mei 1994     | Papendrecht |
| 10 Eng. mijl   | 48.24     | oktober 1994 | Breda       |
| halve marathon | 1:04.50   | 1994         | Breda       |

## Palmares

### duatlon
- 2010:  Sterrencircuit België
- 2010:  NK duatlon Tilburg
- 2010:  NK duatlon lang Horst a/d Maas
- 2009:  Nationaal duatloncircuit
- 2009:  NK duatlon Tilburg
- 2009:  NK duatlon Horst a/d Maas
- 2008:  NK duatlon in Oss
- 2008:  Benelux-circuit
- 2008:  Nationaal duatloncircuit
- 2008:  NK duatlon Oss
- 2008:  NK Powerman Horst
- 2007:  Powerman Maleisië
- 2007: 6e WK Lang Richmond (VA, USA)
- 2007:  Nationaal duatloncircuit
- 2007:  NK duatlon Oss
- 2007:  NK Powerman Horst
- 2006:  NK duatlon Sittard
- 2005: 4e WK duatlon op de lange afstand Barcis (ITA)
- 2005:  EK duatlon
- 2005:  Powerman Geel (BEL)
- 2005:  EK + NK Powerman Venray
- 2005:  eindstand wereldbeker
- 2004:  EK duatlon Swansea
- 2004:  NK duatlon Molenschot (Gilze-Rijen)
- 2004:  Phoenix desert duatlon
- 2004:  duatlon Varallo-Italië (wereldbeker)
- 2003:  nationaal duatloncircuit
- 2003:  Superprestige België
- 2003:  NK duatlon, Valkenburg a/d Geul
- 2003:  duatlon Kolliken (SUI)
- 2003:  duatlon Lausanne (SUI)
- 2003:  eindstand wereldbeker
- 2002:  NK duatlon Soesterberg
- 2002:  wereldbeker Powerman Alabama (USA)
- 2002:  Powerman Geel (BEL)
- 2000: 8e WK Powerman Zuid-Afrika Pretoria
- 2000:  Powerman Gran Canaria
- 2000: 7e WK Calais (FRA)
- 2000:  (officieus)NK kort Tubbergen
- 1998:  Europese wereldbeker
- 1998:  Powerman Gran Canaria
- 1998: 6e WK kort St. Wendel (GER)
- 1997:  EK duatlon Glogow (POL)
- 1997:  NK duatlon (3e overall), Venray
- 1997:  Europese wereldbeker
- 1996:  duatlon Schijndel (1e duatlonoverwinning)

### atletiek
- 1992: 11e Parelloop - 30.39
- 1993: 5e Parelloop - 29.46
- 1993: 19e Zevenheuvelenloop - 45.52
- 1994: 13e Bredase Singelloop - 1:04.53
- 1994: 10e Zevenheuvelenloop - 45.40
- 1995: 15e Zevenheuvelenloop - 45.57
- 1996:  Geul-Techniekloop in Vlaardingen - 46.30
- 1996: 19e Zevenheuvelenloop - 45.23
- 1997:  Haagse Beemden Loop - 45.28
- 1997: 7e Houtwijk Kerstloop in Dronten - 1:06.35
- 1998: 24e halve marathon van Egmond - 1:08.22
- 1998: 13e Houtwijk Kerstloop in Dronten - 1:06.45
- 1998: 10e Haagse Beemdenloop - 46.36
- 2000:  Chaamloop - 1:08.21
- 2002:  Kruikenloop (20 km) - 1:07.43
- 2001: 23e halve marathon van Egmond - 1:09.21
- 2001: 7e Goed, Beter Bestloop - 1:06.08
- 2001: 14e P&O Montferland Run - 46.16
- 2001: 9e Houtwijk Kerstloop in Dronten - 1:06.50
- 2002:  Kruikenloop (20 km) - 1:04.06
- 2002:  Chaamloop - 1:08.16
- 2002: 14e Zwitserloot Dakrun - 31.22
- 2002: 9e 15 km van Goes - 47.54
- 2003:  20 km van Tilburg - 1:05.20
- 2003: 22e Wincanton Montferland Run - 47.29
- 2004: 18e halve marathon van Egmond - 1:10.52
- 2004: 13e Goed, Beter, Best- Loop - 1:06.52
- 2005: 18e halve marathon van Egmond - 1:08.09
- 2005: 9e Goed Beter Best Loop - 1:05.19
- 2005: 15e Groet uit Schoorl Run - 30.27
- 2005:  Kruikenloop (15 km) - 47.39
- 2006: 9e Houtwijk Kerstloop in Dronten - 1:07.26
- 2008: 4e Kruikenloop (15 km) - 49.52
- 2013: 12e 20 van Alphen - 1:07.29